# 七大聖
七大聖（しちたいせい）は、中国の小説『西遊記』において、主人公である孫悟空と、彼と結義した6人の妖王を総称したものである。これら7人がそれぞれ「○○大聖」と自称したことに由来し、その兄弟をまとめて「七大聖」と呼ぶ。年長順に牛魔王を盟主とし、続いて美猴王（孫悟空）、蛟魔王、鵬魔王、獅駝王、獼猴王、禺狨王の順に自号したものである。

## 一覧
以下に、七大聖それぞれの本来の名および自号した大聖号を年長順に示す。
| 七大聖           | 七大聖           | 七大聖           | 七大聖   | 七大聖   | 七大聖   |
| 王号             | 王号             | 王号             | 大聖号   | 大聖号   | 大聖号   |
| ---------------- | ---------------- | ---------------- | -------- | -------- | -------- |
| 牛魔王           | 牛魔王           | 牛魔王           | 平天大聖 | 平天大聖 | 平天大聖 |
| 美猴王（孫悟空） | 美猴王（孫悟空） | 美猴王（孫悟空） | 斉天大聖 | 斉天大聖 | 斉天大聖 |
| 蛟魔王           | 蛟魔王           | 蛟魔王           | 覆海大聖 | 覆海大聖 | 覆海大聖 |
| 鵬魔王           | 鵬魔王           | 鵬魔王           | 混天大聖 | 混天大聖 | 混天大聖 |
| 獅駝王           | 獅駝王           | 獅駝王           | 移山大聖 | 移山大聖 | 移山大聖 |
| 獼猴王           | 獼猴王           | 獼猴王           | 通風大聖 | 通風大聖 | 通風大聖 |
| 禺狨王           | 禺狨王           | 禺狨王           | 駆神大聖 | 駆神大聖 | 駆神大聖 |